# Componente aerea dell'armata belga
La Componente aerea dell'armata belga, (in francese Composante air de l'armée belge, in olandese  Luchtcomponent van de Belgische Strijdkrachten, in tedesco  Luftkomponente der belgischen Streitkräfte, è l'attuale aeronautica militare del Belgio e parte integrante del suo sistema difensivo. Nel 2002 il governo decise di seguire l'esempio del Canada e impose una "struttura unica" alle forze armate fondendole nell'Armata. Come conseguenza, la Forza aerea belga ((FR) Force aérienne - (NL) Luchtmacht - (DE) Luftmacht) cessò di esistere come forza autonoma, assumendo la denominazione attuale.

## Aeromobili in uso
Sezione aggiornata annualmente in base al World Air Force di Flightglobal del corrente anno. Tale dossier non contempla UAV, aerei da trasporto VIP ed eventuali incidenti accorsi durante l'anno della sua pubblicazione. Modifiche giornaliere o mensili che potrebbero portare a discordanze nel tipo di modelli in servizio e nel loro numero rispetto a WAF, vengono apportate in base a siti specializzati, periodici mensili e bimestrali. Tali modifiche vengono apportate onde rendere quanto più aggiornata la tabella.
| Aeromobile                           | Origine        | Tipo                                     | Versione (denominazione locale) | In servizio (2024) | Note | Immagine |
| Aerei da combattimento               |                |                                          |                                 |                    | |          |
| SABCA F-16 Fighting Falcon           | Stati Uniti    | Caccia multiruoloconversione operativa   | F-16AMF-16BM                    | 438                | 160 esemplari costruiti su licenza dalla SABCA. Il 17 marzo 2017, il Governo belga ha ufficialmente annunciato l’avvio della procedura di procurement per 34 nuovi caccia multiruolo, destinati a rimpiazzare, entro il 2028, 59 F-16AM/BM block 20 portati allo standard MLU tra il 1991 e il 1997. Un F-16AM è andato distrutto l'11 ottobre 2018. Un F-16B MLU è stato perso in un incidente il 19 settembre 2019. |          |
| Lockheed Martin F-35 Lightning II    | Stati Uniti    | Caccia multiruolo                        | F-35A                           | 1                  | 34 ordinati. Primo esemplare consegnato negli USA il 3 dicembre 2024. Nel luglio 2025, il Ministero della Difesa belga ha confermato l'acquisto di altri 11 F-35A, portando la flotta totale a 45 velivoli. |          |
| Aeromobile a pilotaggio remoto - UAV |                |                                          |                                 |                    | |          |
| General Atomics MQ-9 Reaper          | Stati Uniti    | UAV                                      | MQ-9B                           | 0                  | 4 MQ-9B Sky Guardian ordinati ad agosto 2020, con consegne previste per il 31 marzo 2024. |          |
| Aerei per rifornimento in volo       |                |                                          |                                 |                    | |          |
| Airbus A330 MRTT                     | Unione europea | aereo per rifornimento in volo           | A330 MRTT                       | 7                  | 8 aerei di proprietà della NATO, ordinati nell'ambito del programma Multinational MRTT Unit (MMU) sottoscritto da Germania, Norvegia, Repubblica Ceca, Paesi Bassi, Belgio e Lussemburgo. Gli aerei portano le insegne della KLu olandese in quanto basati presso la base operativa principale di Eindhoven (Paesi Bassi). Un ulteriore aereo è stato ordinato a settembre 2020, portando a 9 il numero degli esemplari ordinati. Il 19 novembre 2020 è stato consegnato il terzo esemplare (T-056), che oltre alle capacità di rifornimento in volo è equipaggiato con apparecchiature MEDEVAC presso la base operativa avanzata. Il 23 marzo 2023 è stato ordinato un ulteriore esemplare che porta a 10 gli esemplari complessi i ordinati. Il 24 giugno 2025, sono stati ordinati ulteriori due aerei (portando il totale a 12 esemplari ordinati) e viene ufficializzato l'ingresso di Svezia e Danimarca nella Multinational MRTT Fleet. |          |
| Aerei da trasporto                   |                |                                          |                                 |                    | |          |
| Airbus A400M Atlas                   | Unione europea | aereo da trasporto                       | A400M                           | 7                  | 7 ordinati. Il primo esemplare è stato consegnato il 22 dicembre 2020. |          |
| Dassault Falcon 7X                   | Francia        | aereo da trasporto VIP                   | Falcon 7X                       | 2                  | 2 ordinati e consegnati rispettivamente ad aprile ed agosto 2020. |          |
| Aerei da addestramento               |                |                                          |                                 |                    | |          |
| Aermacchi SF-260                     | Italia         | aereo da addestramento basico            | SF.260M+SF.260D                 | 299                | 36 SF.260M ordinati all'inizio del 1969, e consegnati tra il novembre dello stesso anno e la primavera del 1971. Ulteriori 9 aerei, della versione SF.260D, sono stati ordinati e consegnati nel 1992. Operano dalla Base aerea di Beauvechain. |          |
| Elicotteri                           |                |                                          |                                 |                    | |          |
| Agusta A109                          | Italia         | elicottero da ricognizione attacco       | A.109CM                         | 12                 | 46 acquisiti tra 1992 e 1994 (28 anticarro con missili HOT, modificati per supportare i missili TOW missile e 18 LUH), 2 persi in incidenti, 21 venduti e 1 accantonato. |          |
| NHI NH90                             | Unione europea | elicottero navaleelicottero da trasporto | NH90 NFHNH90 TTH                | 4                  | 4 NH 90 TTH e 4 NH90 NFH consegnati. |          |
| Airbus Helicopters H145M             | Unione europea | elicottero da trasporto e osservazione   | H145M                           | 3                  | 15 H145M ordinati il 17 giugno 2024. |          |

## Aeromobili ritirati
- Lockheed C-130H Hercules - 13 esemplari (1972-2021)[44][2][45][46]
- Aérospatiale SA 316 Alouette III - 6 esemplari (1971-?)
- Airbus A321-231 - 1 esemplare (2014-2020)[2][47]
- Embraer ERJ 145LR - 2 esemplari (2001-2020)[35]
- Embraer ERJ 135LR - 2 esemplari (2001-2020)[35]
- SABCA Alpha Jet E1B - 33 esemplari (1978-2019)[48][49][50]
- Dassault Falcon 900B - 1 esemplare (1995- 2019)[2][36]
- Westland Sea King Mk.48 - 5 esemplari (1976-2018)[41][51]
- Dassault Falcon 20E - 2 esemplari (1973- 2016)[36]
- Dassault Mirage 5BA - 63 esemplari (?-1994)[52]
- Dassault Mirage 5BR - 27 esemplari (1971-1994)[52]